# Fred Michielsen
Fred Michielsen (Breda, 11 maart 1967) is een Nederlandse handbalcoach die sinds 2023 actief is bij Limburg Lions.

## Carrière
Michielsen begon als trainer/coach bij Internos. In 2009 vertrok Michielsen met coachen bij het eerste damesteam van Nieuwegein in de Eredivisie. Na Nieuwegein ging Michielsen in 2012 naar Hellas; in die periode werd hij Bondscoach van het Nederland Talentteam binnen het NHV.
Twee jaar later volgde H.M.C., en het tweede (2015-16) en eerste (2016-18) team van PSV. In 2018 vertrok Michielsen naar het eerste herenteam van DFS tot aan de zomer van 2020. Toen vertrok Michielsen naar Tachos. Na één seizoen vertrok Michielsen bij het herenteam van Tachos en ging verder bij het eerste damesteam van Quintus. 
In maart 2023 stapte Michielsen per direct op bij Quintus. In juli 2023 werd bekend dat hij hoofdcoach werd van Limburg Lions.